# Dites-le avec des fleurs (film, 1974)
Pour les articles homonymes, voir Dites-le avec des fleurs.
Pour plus de détails, voir Fiche technique et Distribution.
Dites-le avec des fleurs (titre espagnol : Diselo con flores) est un film franco-espagnol réalisé par Pierre Grimblat, sorti en 1974.

## Synopsis
Une famille, Françoise et Jacques Berger, accompagnés de leurs cinq enfants, s'installent dans une étrange maison pour les vacances. Ursula, une fille au pair allemande, chargée de s'occuper des enfants, les y rejoint. À son arrivée, d'étranges phénomènes se produisent. Alors que huit vieillards épient la demeure, certains des enfants meurent dans des accidents suspects. Jean-Claude, l'aîné des enfants, suspecte rapidement qu'une créature rôde dans les parages...

## Fiche technique
- Titre : Dites-le avec des fleurs
- Titre espagnol : Diselo con flores
- Réalisation : Pierre Grimblat
- Scénario : Tonino Guerra et Lucile Laks, d'après l'œuvre de Christian Charrière
- Photographie : Ghislain Cloquet
- Montage : Jacques Witta
- Musique : Claude Bolling
- Son : Michel Fano et Bernard Tassel
- Décors : Enrique Alarcón
- Sociétés de production : Avenir Films, Hamster Productions, Office de radiodiffusion-télévision française
- Sociétés de distribution : Gaumont Distribution
- Format : couleur (Eastmancolor) — 35 mm — 1,66:1 — Son : Dolby Stereo
- Genre : drame, thriller
- Durée : 100 minutes (1 h 40)
- Date de sortie : France : 4 septembre 1974

## Distribution
- Delphine Seyrig : Françoise Berger, la mère
- Fernando Rey : Jacques Berger, le père
- John Moulder-Brown : Jean-Claude, le fils aîné
- Rocío Dúrcal : Ursula, fille au pair
- Francis Blanche : Gérard Rollain, détective
- Julien Guiomar : Comolli, docteur
- Frédéric Mitterrand : Klaus von Ehrenthal
- Maria Perschy : la femme de Klaus
- Jean Becker: le commissaire